# Bruno Fernandes
Bruno Miguel Borges Fernandes, född 8 september 1994, är en portugisisk fotbollsspelare som spelar för Manchester United och det portugisiska landslaget.

## Klubbkarriär
Fernandes inledde sin professionella karriär i Italien och spelade i flera italienska klubbar innan han sommaren 2017 återvände till Portugal och Sporting Lissabon. 
Den 30 januari 2020 värvades Fernandes av Manchester United, där han skrev på ett 5,5-årskontrakt med option på ytterligare ett år.
Han har blivit tilldelad 4st ”månadens spelare i Premier League” sedan ankomsten till Manchester United. Han har, på ett år, lika många som t.ex Paul Scholes och Cristiano Ronaldo. 
2021 blev han nominerad till Ballon d’Or efter sina fina prestationer, han kom på plats 21 som han delade med Lautaro Martínez.

## Landslagskarriär
Fernandes debuterade för Portugals landslag den 10 november 2017 i en 3–0-vinst över Saudiarabien, där han blev inbytt i den 56:e minuten mot Manuel Fernandes.
Han deltog i Portugals spelartrupp i EM 2020, där de åkte ut ur åttondelsfinalen mot Belgien i en 1-0 förlust.